# 王道文
王道文（1965年—），汉族，中华人民共和国政治人物、第十一届全国政协委员。
加入中国共产党，担任中国科学院遗传与发育生物学研究所分子农业中心主任。2008年，当选第十一届全国政协委员，代表农业界，分入第三十八组。